# Мануел Пајно
Мануел Пајно Крузадо (шп. Manuel Payno Cruzado; Мексико Сити, 21. јун 1810. — Мексико Сити, 4. новембар 1894) био је мексички писац, новинар, политичар и дипломата.

## Биографија
Мануел Пајно рођен је у Мексико Ситију 1810. године, а његов отац је био у сродству са породицом генерала Анастасија Бустамантеа. Године 1840. служио је као секретар генерала Маријана Аристе и са чином потпуковника био шеф одсека Министарства рата.
Током Америчко-мексичког рата био је задужен за тајне службе и везе између Веракруза и Мексика, а под председником и генералом Хосеом Хоакином де Херером служио је као министар финансија. Године 1882, са Владом Мануела Гонзалеза, послат је у Париз. Године 1886. именован је конзула Сантандера, а затим за генералног конзула Шпаније. Након што се вратио у Мексико, 1892. године, постао је сенатор.
Пајно је био немиран човек, интелигентан и изнад свега веома активан. Волео је да чита, а своје политичке активности укомбиновао је са новинарством и писањем. Његов новинарски рад заправо представљају историјски, политички и економски текстови. Роман Los bandidos de Río Frío временом је претворен у филмски сценарио за вестерн филмове и постао уметничко дело. Такође, Мануел Пајно уз Игнасија Родригеза Галвана и Гиљерма Пријета спада у истакнутије представнике мексичког романтизма.